# Plaque de cocher
 (mai 2017).

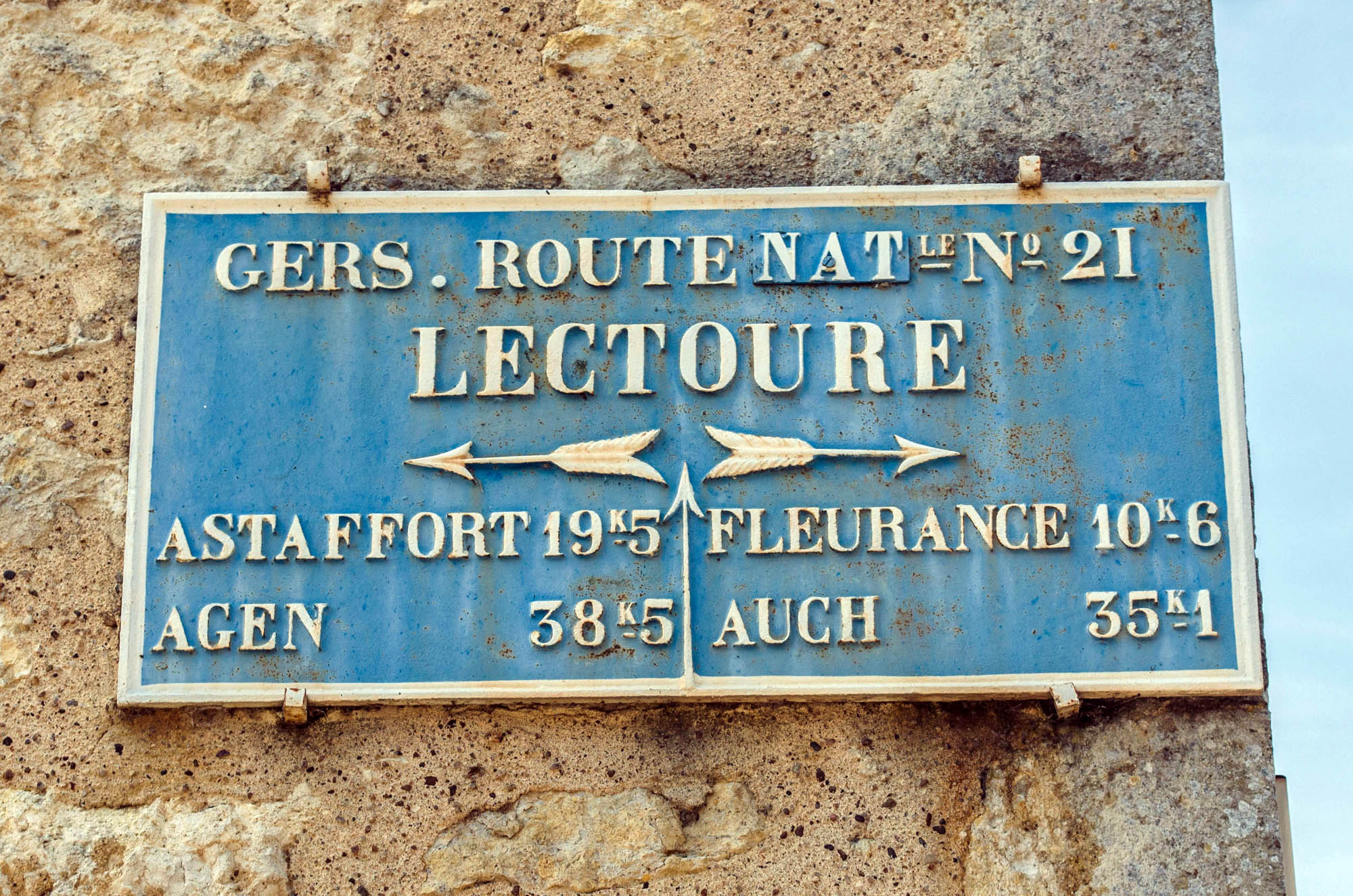

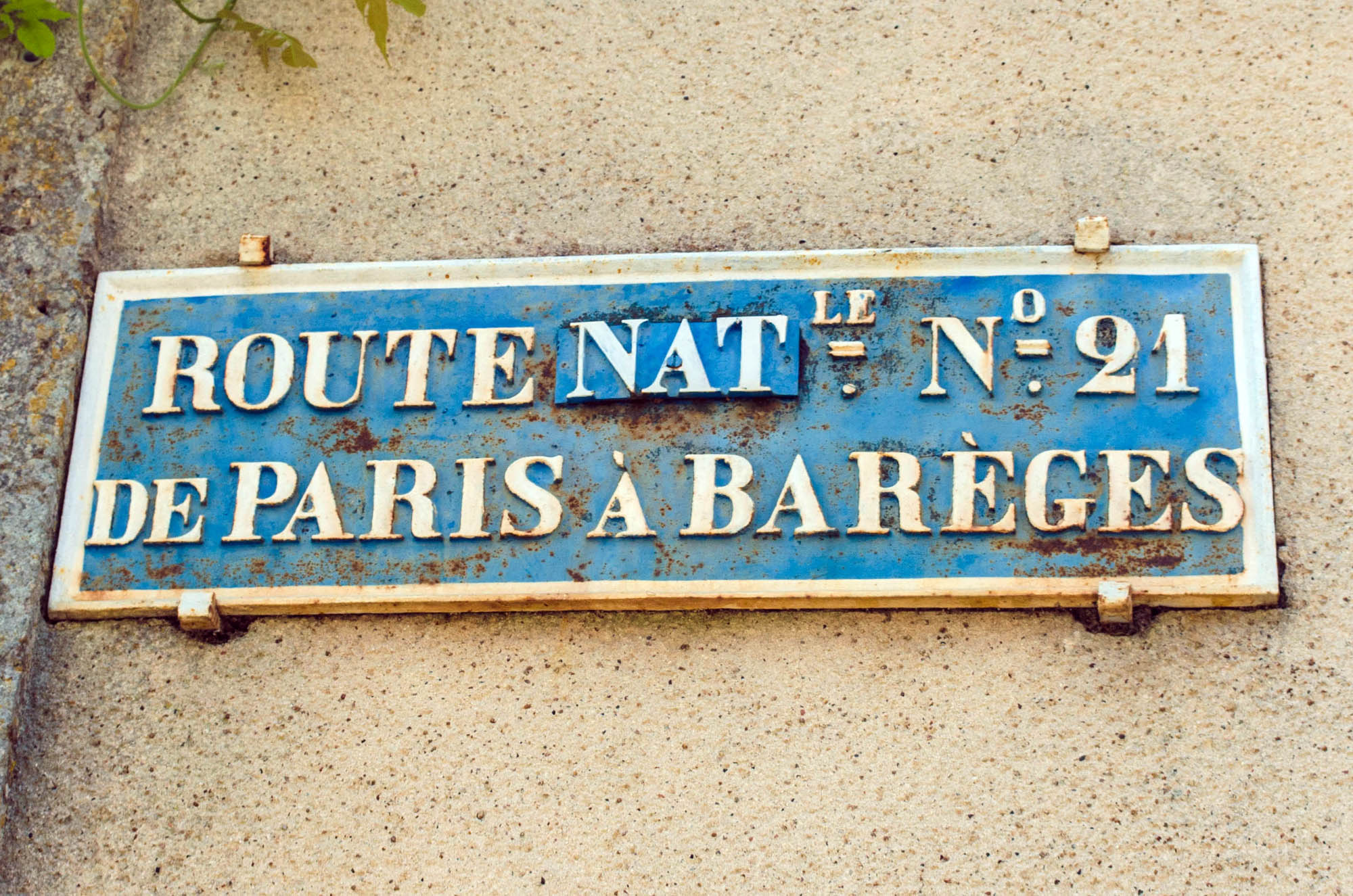
Lectoure (Gers, France), plaques de cocher (XIXe siècle) sur la route nationale 21. Les lettres NAT ont été rajoutées sur une précédente inscription ROY (royale) ou IMP (impériale)

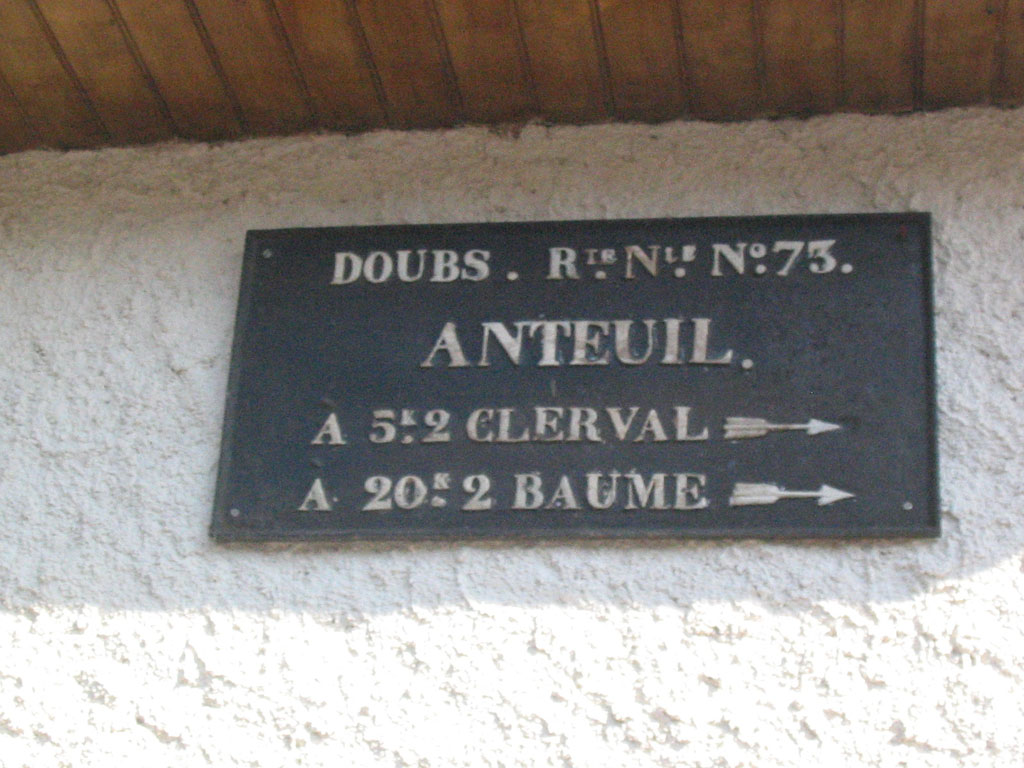
Plaque de cocher dans le Doubs à Anteuil sur l'ancienne route nationale 73, indiquant les distances et directions pour aller à Clerval et à Baume-les-Dames.

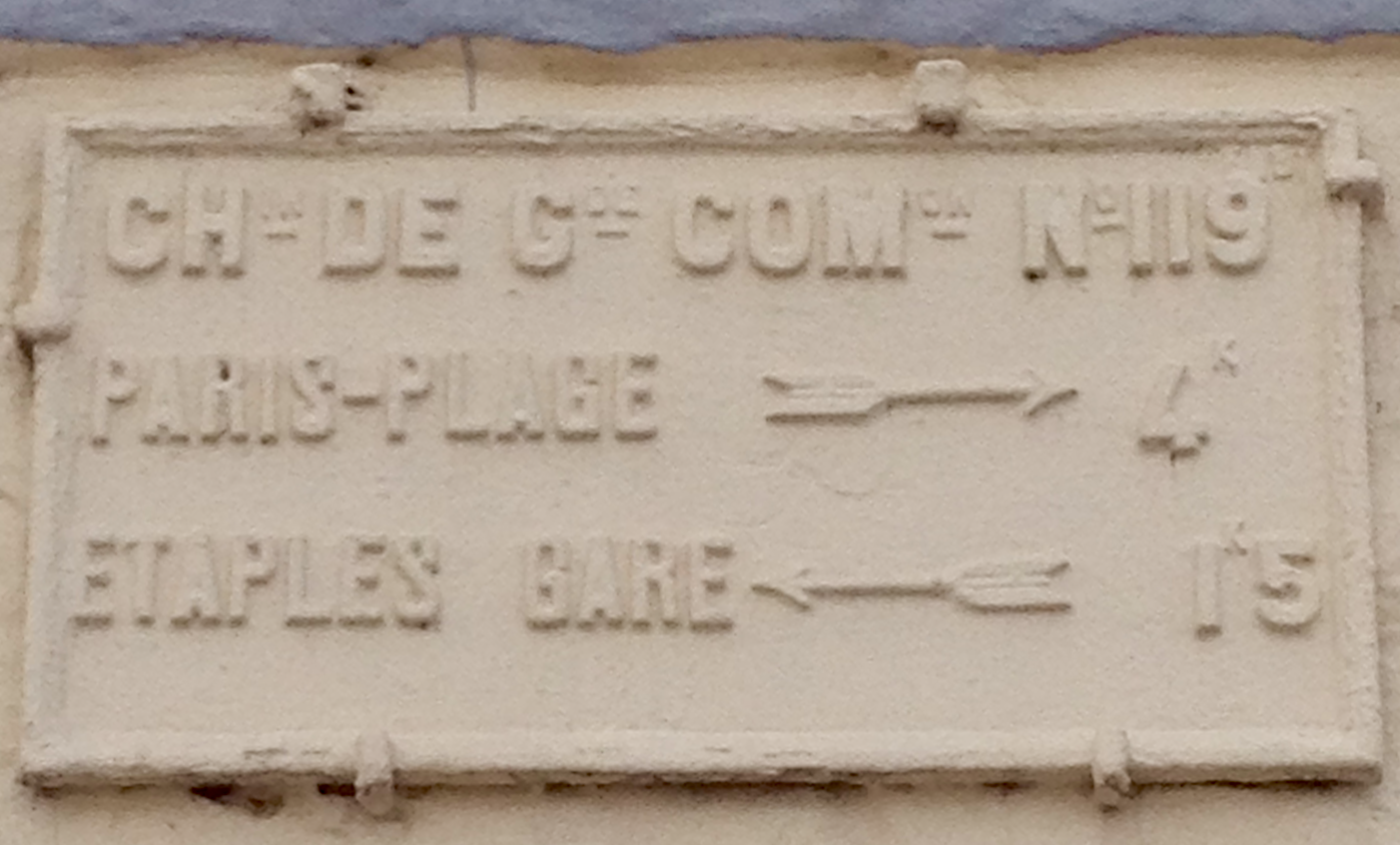
Plaque de cocher apposée à l'angle de l'avenue de l'Aéroport et de l'avenue d’Étaples, à Trépied-Cucq.

Les plaques de cocher sont des plaques indicatrices placées au XIXe siècle et au début du XXe siècle en France.

## Caractéristiques.
Le terme plaque de cocher désigne les plaques et par extension les poteaux avec plaques, directionnels, apposés au bord des voies de communication en France à partir de 1835, date de la circulaire génératrice de cette signalisation. À l’origine, ces plaques étaient appelées poteaux indicateurs (1833) ou tableaux indicateurs (1835), voire plaques indicatrices, comme mentionné dans les archives départementales et les Annales des ponts et chaussées.
Jusqu’en 1845, les plaques en fonte peinte, les plaques en bois peints, les poteaux en pierre avec lettres gravées ou peintes, les enduits de mortier avec lettres peintes, les plaques en tôle avec lettres peintes sont les principaux matériaux utilisés.
À partir de 1845, les plaques en fonte avec lettres en relief font leur apparition ; à partir de 1866 sont installées les plaques en zinc laminé. Sans oublier les plaques en lave émaillée.
D'après la circulaire du 15 avril 1835 :
- les lettres pour les tableaux en fonte ou en zinc peuvent être peintes ou en relief ;
- l'angle des panneaux doit correspondre à ceux des routes qui se croisent ;
- les poteaux doivent être en deux parties boulonnées l'une à l'autre, la partie haute supportant les tableaux ;
- les indications de distance et de lieux sont celles des bourgs les plus proches et/ou les plus importants. Doivent y figurer également le lieu d'implantation du poteau et la désignation de la route.

Les poteaux ont une hauteur en général de 2,50 m, afin de pouvoir être lues par les cochers. Par contre, les plaques sont apposées en fonction de l'architecture des habitations ou édifices qui les reçoivent.

## Historique
Une circulaire aux préfets émanant du Conseiller d'État chargé de l'administration des Ponts et Chaussée et des Mines, Baptiste Legrand, en date du 5 novembre 1833, demande qu'un rapport lui soit communiqué afin d'installer des poteaux indicateurs directionnels.
La circulaire émanant toujours du Directeur des ponts et chaussées et des mines mettant en place les panneaux indicateurs (dits aujourd'hui plaques de cochers) date du 15 avril 1835. On retrouve cette circulaire sur le supplément du tome 6 du code des ponts et chaussées publié en 1836.
Les plaques et poteaux ont été installées à partir de 1835 mais, selon les départements, la couverture de l'ensemble du réseau routier s'est étendue jusqu'à 1930. Après les guerres de 1870 et de 1914-1918, certains départements ont remplacé les plaques disparues ou endommagées en nombre.

### Autres références
- Annales des Ponts et Chaussée Première série 1833, p. 359.
- Supplément du tome 6 du code des ponts et chaussées publié en 1836, p. 450. Voir aussi : Plaques de cocher historiques
- Archives de la Fonderie Gérard & Col à Clermont-Ferrand. Voir lettre publiée sur le site Plaques de cocher Zinc laminé.
- Étude sur l'implantation des plaques en Meurthe (Meurthe-et-Moselle depuis 1871) de 1871 à 1921.
- Histoire des plaques de cocher